# Marxists Internet Archive
Marxists Internet Archive (även benämnt MIA eller Marxists.org) är en ideell webbplats skapad 1990, som tillhandahåller ett gratis bibliotek på 80 språk, bland annat svenska. Biblioteket innehåller arbeten av bland annat Marxistiska, kommunistiska, socialistiska och anarkistiska tänkare som Karl Marx, Friedrich Engels, Vladimir Lenin, Lev Trotskij, Rosa Luxemburg, Che Guevara, Deng Xiaoping, Thomas Sankara och Max Stirner, såväl som författare av övriga politisk-teoretiska ståndpunkter. Kollektionen sköts av volontärer och är baserad på en samling dokument som skickades runt via e-post och nyhetsgrupper, senare samlades dessa in i en enskild Gopher-sida under 1993. Till följd av den tidiga starten är Marxists internet archive ett av de äldsta kollaborativa projekten på internet. Hemsidan innehåller över 180 000 dokument av över 850 författare.